# Стокопани
Стокопани (укр. Стокопані) — село в Генической городской общине Генического района Херсонской области Украины.
Основанное в 1820 году, когда решением Санкт-Петербургской земельной комиссии баронессе П. П. Кампенгаузен (1780—1869) был выделен участок земли под село и хутор.
Население по переписи 2001 года составляло 751 человек. Почтовый индекс — 75545. Телефонный код — 5534. Код КОАТУУ — 6522185001.

## Местный совет
75545, Херсонская обл., Генический р-н, с. Стокопани, ул. Карла Маркса, 41